# NGC 5004
NGC 5004 este o galaxie lenticulară situată în constelația Părul Berenicei. A fost descoperită în 13 martie 1785 de către William Herschel. Se află la o distanță de 85,51 de megaparseci de Pământ.